# Evangelische Kirche (Saarburg)

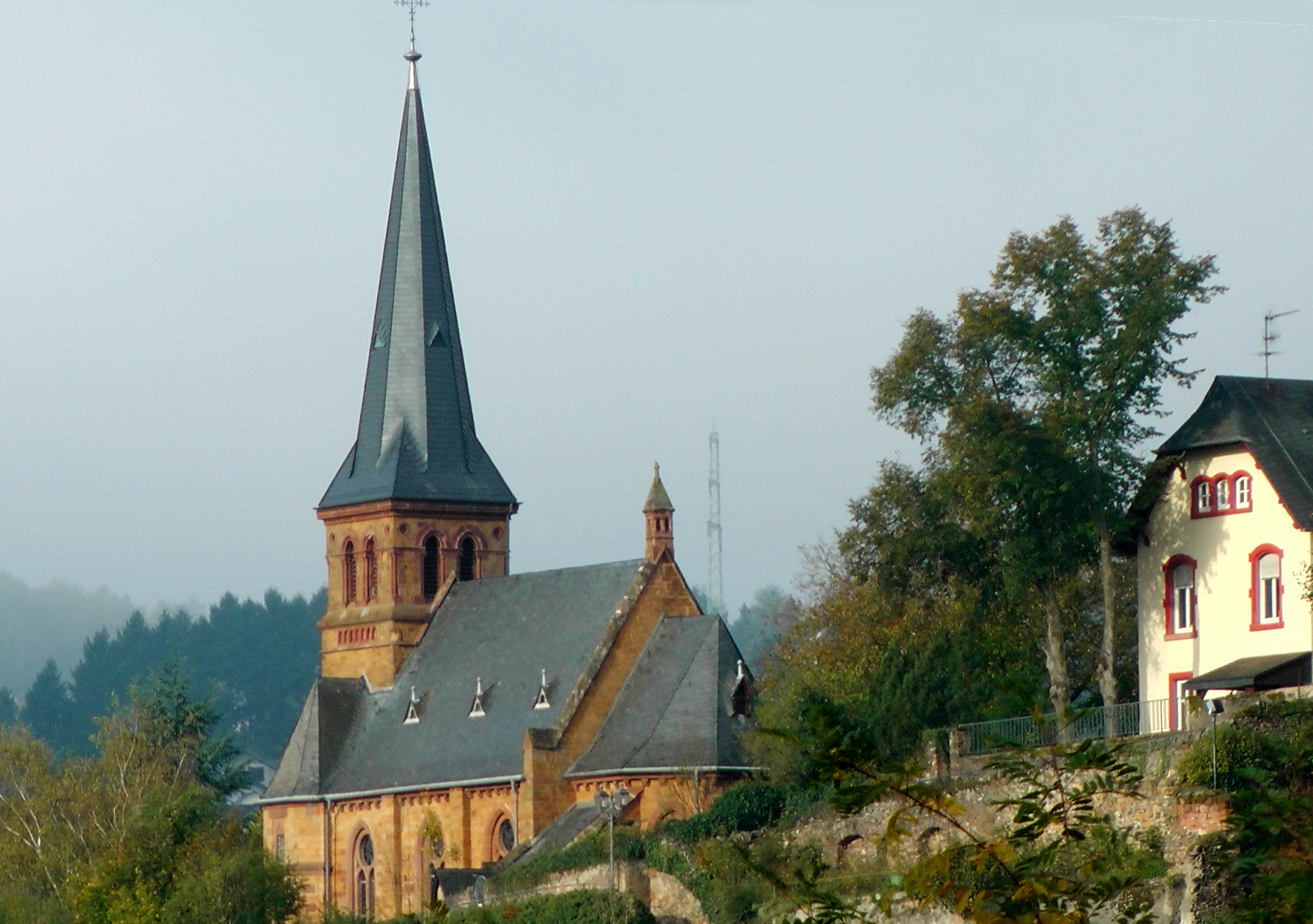
Die evangelische Kirche in Saarburg von Südosten

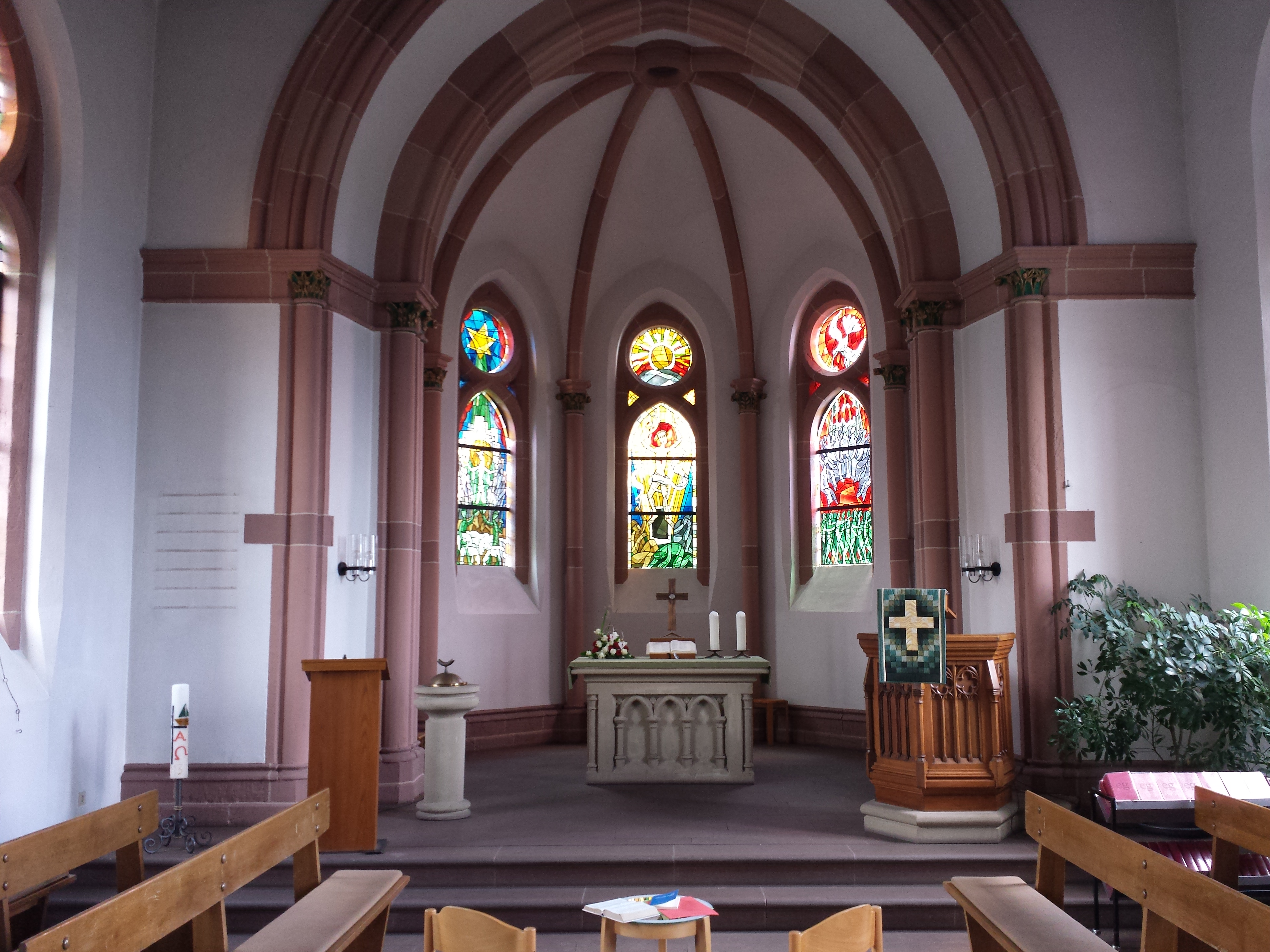
Blick ins Innere der Kirche

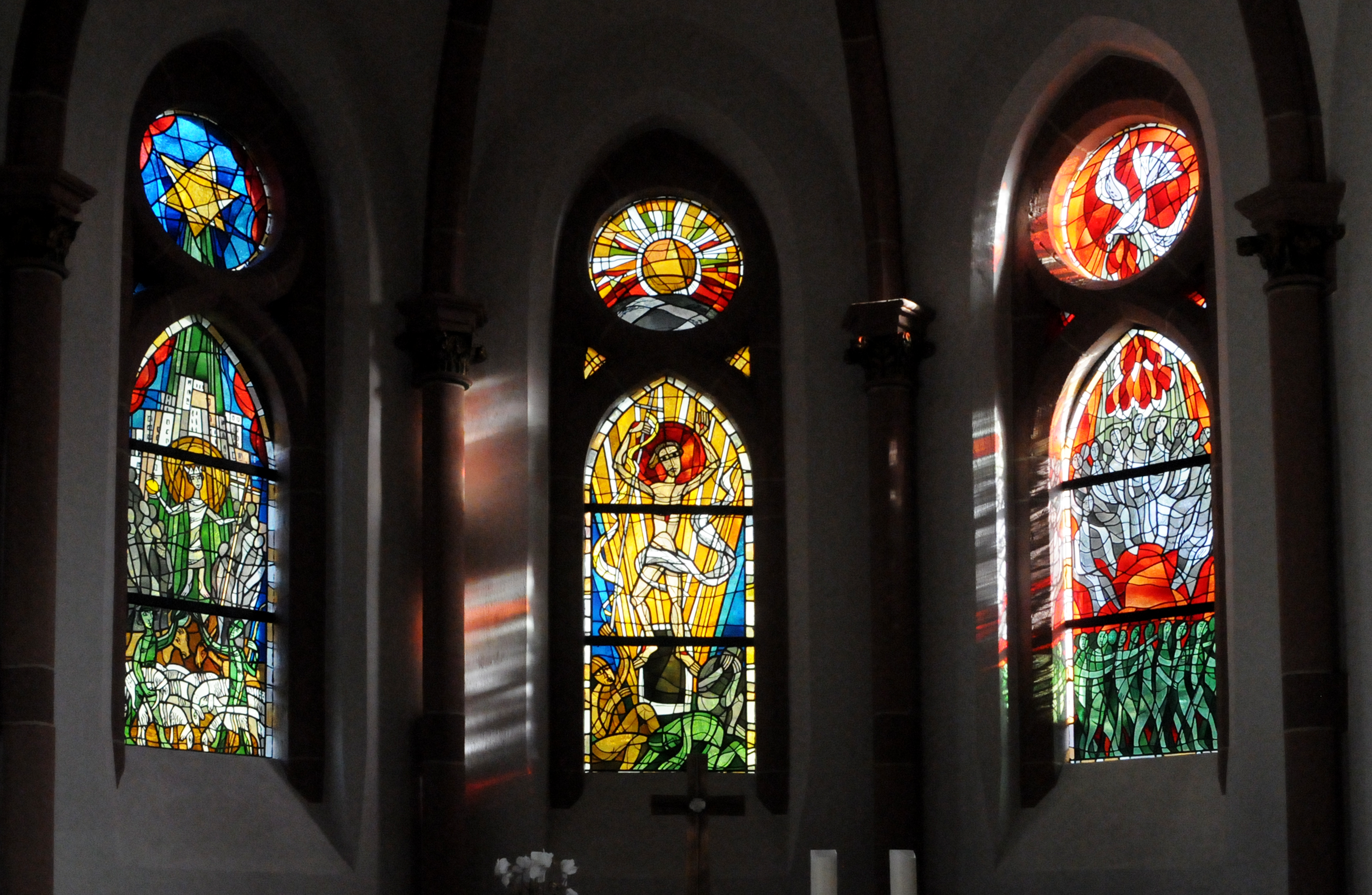
Die Glasfenster im Chor

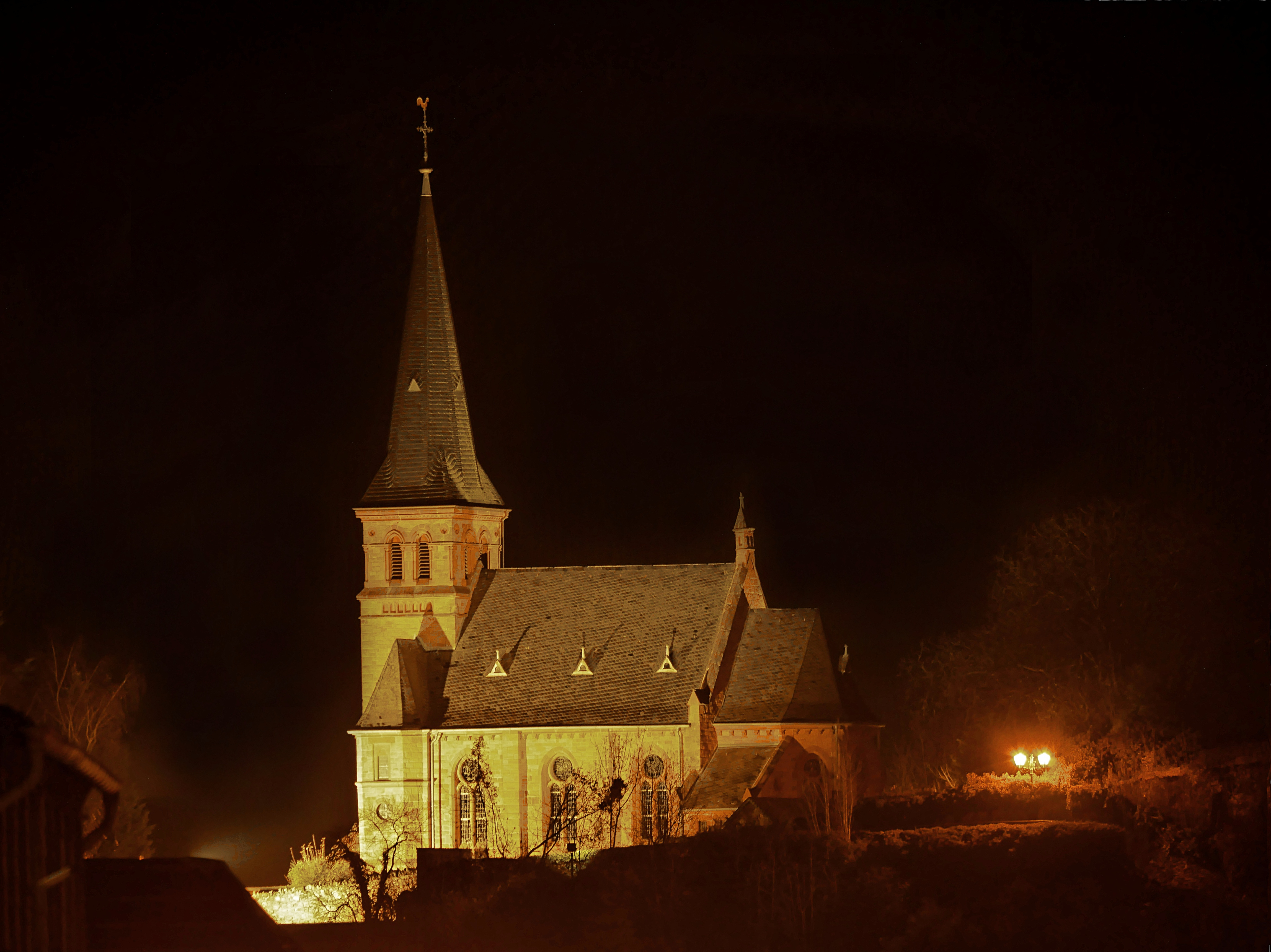
Nachts von Osten

Die Evangelische Kirche Saarburg ist eine Kirche der evangelischen Kirchengemeinde im rheinland-pfälzischen Saarburg, Landkreis Trier-Saarburg. Sie wurde Ende des 19. Jahrhunderts für die durch kontinuierlichen Zuzug in der bisher rein katholischen Gegend neu entstandene und mittlerweile auf 1800 Mitglieder gewachsene Diasporagemeinde gebaut und ist bis heute ihr geistliches Zentrum.
Das 1893 im Stil des Historismus vollendete Kirchengebäude steht wie das benachbarte Pfarrhaus unter Denkmalschutz und ist im Verzeichnis der Kulturdenkmäler des Kreises Trier-Saarburg aufgeführt. Trotz schwerer Beschädigungen im Zweiten Weltkrieg ist die Bausubstanz der Kirche weitgehend jene der Erbauungszeit. Von der originalen Ausstattung sind der Altar und der Kanzelkorb erhalten.
Heute sind die Glasfenster des Trierer Künstlers Werner Persy die Hauptsehenswürdigkeit der Kirche.

## Geschichte

### Vorgeschichte
An der mittleren Saar wurde ab 1575 durch die Brüder Philipp III. und Albrecht von Nassau-Weilburg 1575 das evangelische Bekenntnis eingeführt. Die Grafschaft Nassau-Saarbrücken, die in den Städten Saarbrücken, Ottweiler und Saarwerden ihre Zentren hatte, organisierte eine eigene Landeskirche. Mit dem Wiener Kongress (1815) fiel dieses wie das ganze Land an der mittleren Saar an Preußen und wurde der Rheinprovinz eingegliedert. Kirchenrechtlich wurde es Teil der Rheinischen Landeskirche. Die Zuständigkeit für evangelische Neubürger in den bisher rein katholischen Gebieten der mittleren und unteren Saar lag dabei beim Kirchenkreis Völklingen. Dabei kam es zu Gemeindegründungen zuerst in Saarlouis, später in Mettlach und schließlich auch in Saarburg. Der Zuzug evangelischer Einwohner in die neu errichteten Kreise Merzig und Saarburg begann in der ersten Hälfte des 19. Jahrhunderts. Diese evangelischen Einwohner waren zunächst überwiegend preußische Verwaltungsbeamte.

### Gründung der Kirchengemeinde und Kirchenbau

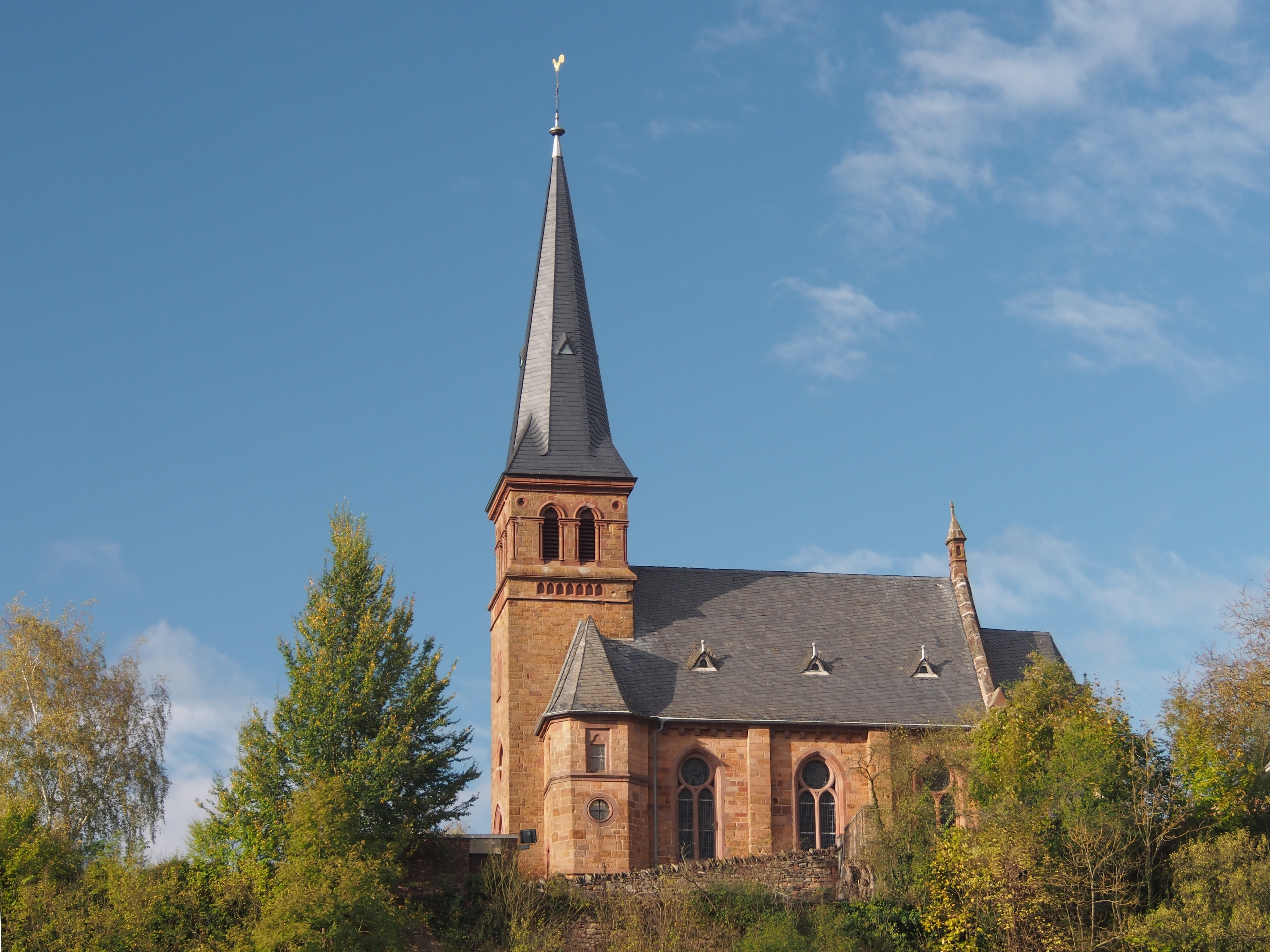
Die Kirche von der Stadtseite (von Westen) aus gesehen

Die Gründung einer selbständigen Kirchengemeinde in Merzig, der auch die evangelischen Einwohner von Saarburg zugeordnet waren, fand im Jahr 1851 statt. In Ermangelung einer eigenen Kirche in Saarburg fanden die Gottesdienste zunächst im Saal des Amtsgerichts statt. Erst 1893 konnte in Saarburg ein eigenes evangelisches Gotteshaus eingeweiht werden, das nach Plänen des Regierungsbaumeisters Natorp (Bad Oldesloe) errichtet wurde. Die Grundsteinlegung war am 8. Mai 1892 erfolgt, die Einweihung fand am 11. Juli 1893 statt. Für die Bauleitung hatte der örtlich zuständige Kreisbaumeister Heudler verantwortlich gezeichnet. Nahezu gleichzeitig wurden unter ähnlichen Rahmenbedingungen die folgenden evangelischen Kirchen in der Umgebung erbaut: Die Evangelische Kirche Konz-Karthaus, die Evangelische Kirche in Hermeskeil und die Evangelische Kirche in Wittlich.
Mit Wirkung zum 1. April 1895 erfolgte die Trennung Saarburgs von der Muttergemeinde Merzig und die Erhebung zur selbständigen Kirchengemeinde, die aber aufgrund ihrer geringen Finanzkraft bis zur Jahrhundertwende nur einen Vikar anstellen konnte.

### Zeit des Nationalsozialismus
In der Zeit nach der Nationalsozialistischen Machtergreifung kam es zu Spannungen und letztendlich zum Bruch zwischen Pfarrer Degen und dem Presbyterium. Pfarrer Degen war dem Pfarrernotbund beigetreten und stand zudem der Bekennenden Kirche nahe. Das Presbyterium stand im Gegensatz dazu loyal zu der von der nationalsozialistischen Ideologie beherrschten Deutschen Kirche. Die Turbulenzen gipfelten 1935. Mehrere Mitglieder des Presbyteriums legten ihre Ämter nieder. Bei einer Unterschriftensammlung stellten sich über 90 % der Gemeinde hinter den Pfarrer und gegen das Presbyterium. Der Presbyter und Kirchmeister Würzner wurde am 7. Mai 1935 vom Kreissynodalvorstand seines Amtes enthoben, am 20. Juli vom Rechtsausschuss der Kirchenprovinz wieder in sein Amt eingesetzt und am 15. Mai 1937 vom Kreiskirchenausschuss erneut aus dem Presbyterium entfernt.
Der dauernden Auseinandersetzungen müde, nahm Pfarrer Degen im Herbst 1937 die Berufung zum Pfarrer der Kirchengemeinde Leun an. Er blieb dort bis 1951 und war danach bis zu seiner Pensionierung Pfarrer in Wermelskirchen. Im Jahr 1968, 30 Jahre nach seinem Ausscheiden, stand Pfarrer Degen wieder auf der Kanzel der Kirche und predigte im Rahmen des Festgottesdienstes zum 75-jährigen Bestehen der Kirche.
Nachdem Degen die Gemeinde verlassen hatte, wurde Pfarrer Schwalfenberg aus Merzig, der aus seiner nationalsozialistischen Gesinnung nie ein Hehl machte, beauftragt, eine „Befriedungsaktion der zerrissenen Gemeinde“ einzuleiten. Am 20. Mai 1938 wurde Pfarrer Heinrich Schmidt ernannt. Er war Mitglied der Deutschen Christen. Die Spannungen mit der Gemeinde wurden nicht geringer. Das Gemeindeleben verfiel immer mehr und die letzte Presbyteriumssitzung fand am 20. Juli 1939 statt. Die politischen Ansichten von Pfarrer Schmidt hatten den kleinen Rest Kirchentreuer der Gemeinde, die am Kriegsende weniger als 300 Mitglieder zählte, entfremdet.
Im Dezember 1944 erlitt die Kirche durch Luftangriffe schwere Beschädigungen und war danach nicht mehr benutzbar.

### Nachkriegszeit

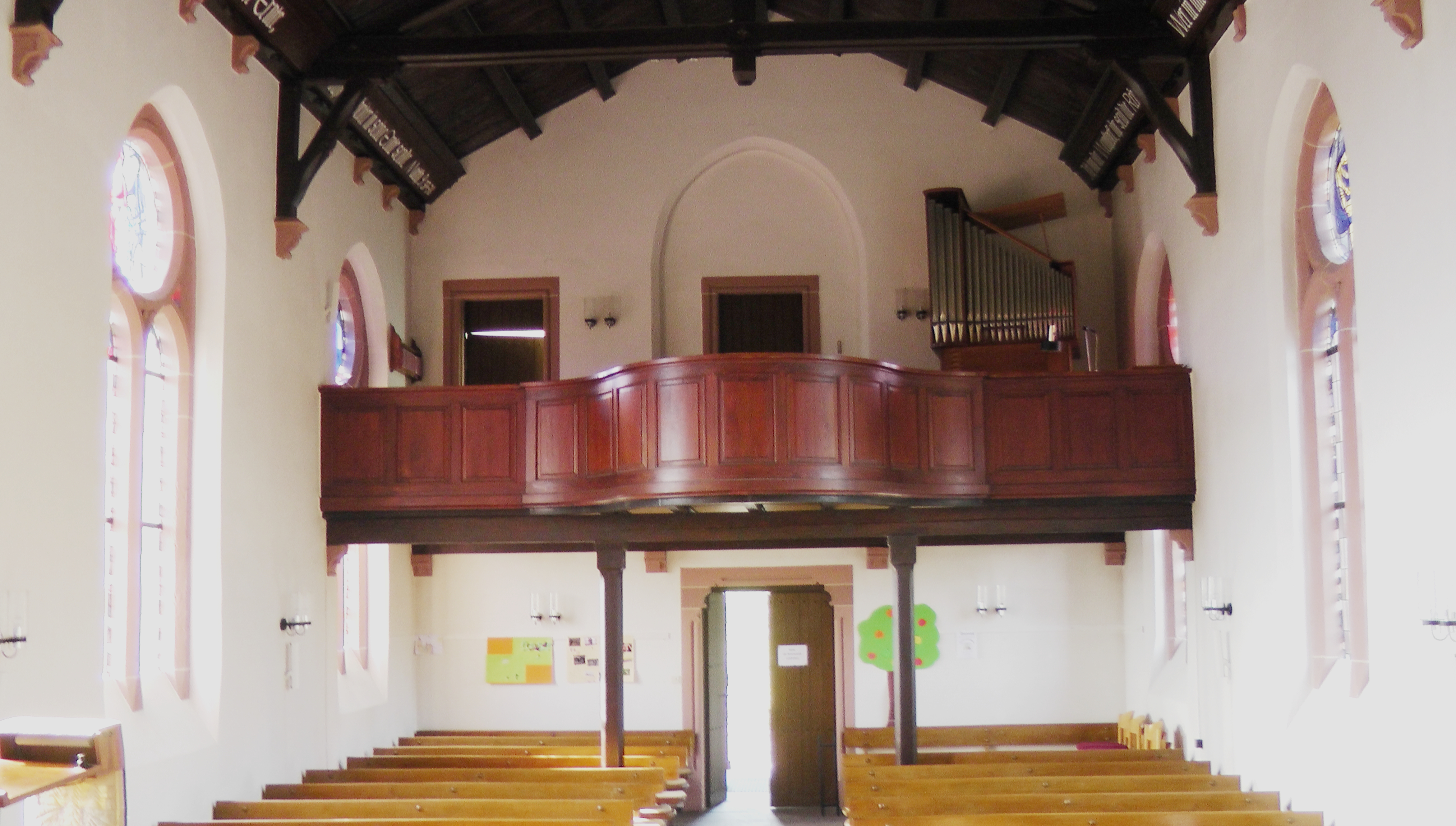
Empore

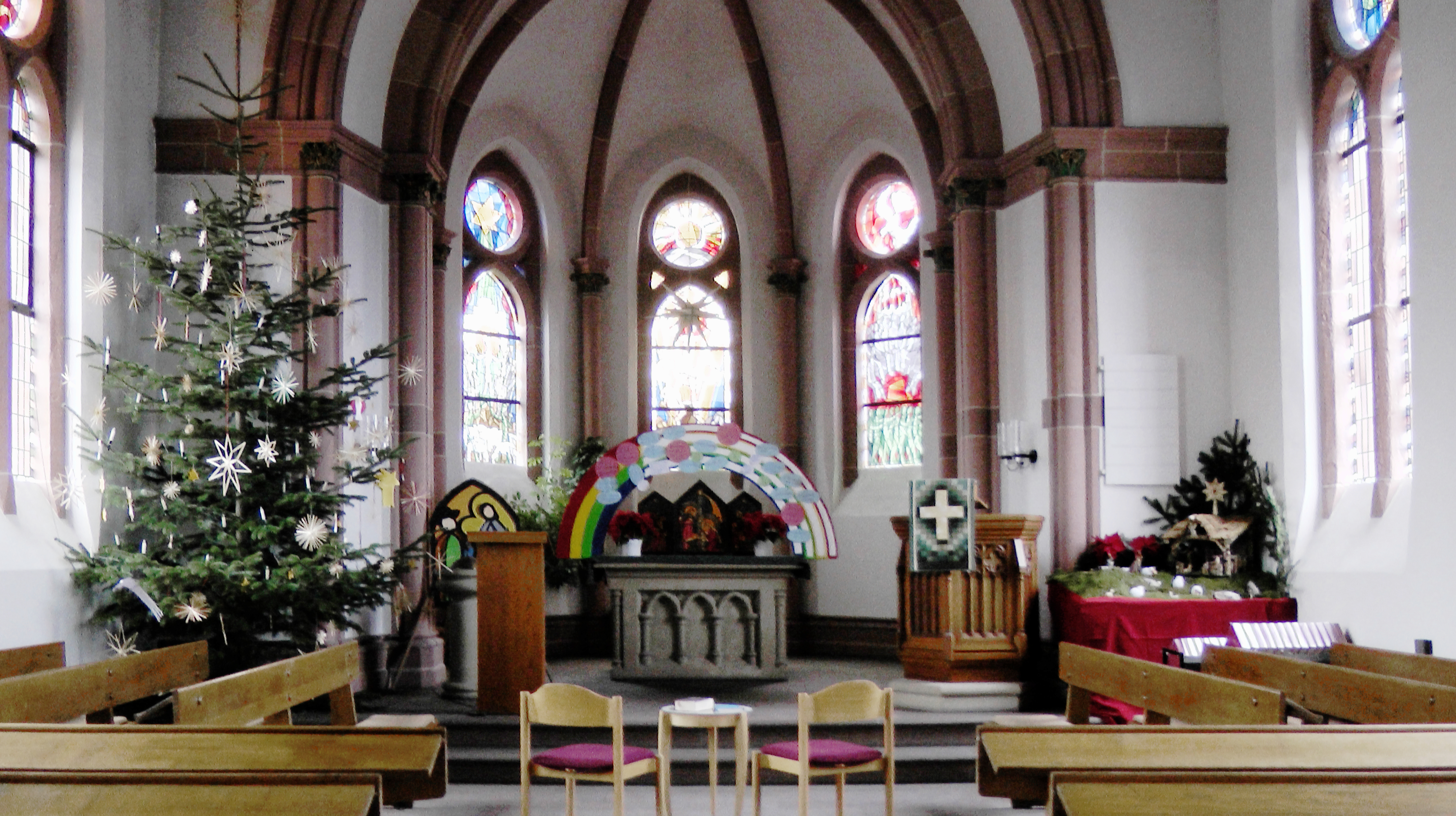
Die Kirche im Weihnachtsschmuck

Pfarrer Schmidt wurde aufgrund seiner nationalsozialistischen Gesinnung am 25. Juni 1945 die Ausübung seines Amtes untersagt. Er blieb aber bis zu seiner Pensionierung 1950 offiziell Pfarrstelleninhaber.
Der neue Pfarrer Paul Druschke wurde im Juli 1945 mit der Verwaltung der Pfarrstelle beauftragt und ab 1950 offiziell Pfarrstelleninhaber. Er musste sich bis dahin das Pfarrhaus mit seinem Vorgänger teilen. Dieser weigerte sich zudem die Amtsgeschäfte an ihn zu übergeben. Durch Flüchtlinge verdoppelte sich die Zahl der Gemeindemitglieder innerhalb weniger Jahre auf über 600. Nach Beseitigung der Kriegsschäden konnte die Kirche am 10. April 1949 wieder eingeweiht werden.
1966 wurde das Gemeindezentrum in der Straße Kunoweiher 20a eingeweiht. Aufgrund der topographischen Lage von Kirche und Pfarrhaus auf einem schmalen Felsrücken war es nicht möglich, in unmittelbarer Nachbarschaft auch noch ein Gemeindehaus zu errichten. Das Gemeindehaus lag 850 Meter und damit etwa 10 Minuten Fußweg von der Kirche entfernt. Das Gemeindezentrum wurde 1984 und 1992 renoviert und 2013 an dieser Stelle aufgegeben.
1971 wurden die Strukturen von Kirchenkreis und Kirchengemeinden den politischen Strukturen angepasst. Die Kirchengemeinde Saarburg wurde dem Kirchenkreis Trier angegliedert; alle Gemeinden, die durch die Veränderung der politischen Strukturen jetzt im Saarland lagen, wurden der Kirchengemeinde Mettlach zugeordnet.
Im Jahr 1983 wurde die Kirche einer umfangreichen Innenrenovierung unterzogen. In diesem Zusammenhang entstanden die Glasfenster.
Aufgrund von gestiegenen Anforderungen unter anderem an Wärmedämmung und Barrierefreiheit war das Gemeindehaus nicht mehr wirtschaftlich zu sanieren. Die Lösung bot sich im Ankauf der seit drei Jahren leer stehenden Neuapostolischen Kirche im Stadtteil Niederleuken und deren Umbau zu einem kleinen Gemeindezentrum. Es wurde im Januar 2014 in Betrieb genommen und nach der endgültigen Fertigstellung am 20. Juli 2014 eingeweiht. Das neue Gemeindehaus liegt 1 Kilometer bzw. 15 Minuten Fußweg von der Kirche entfernt.

## Architektur

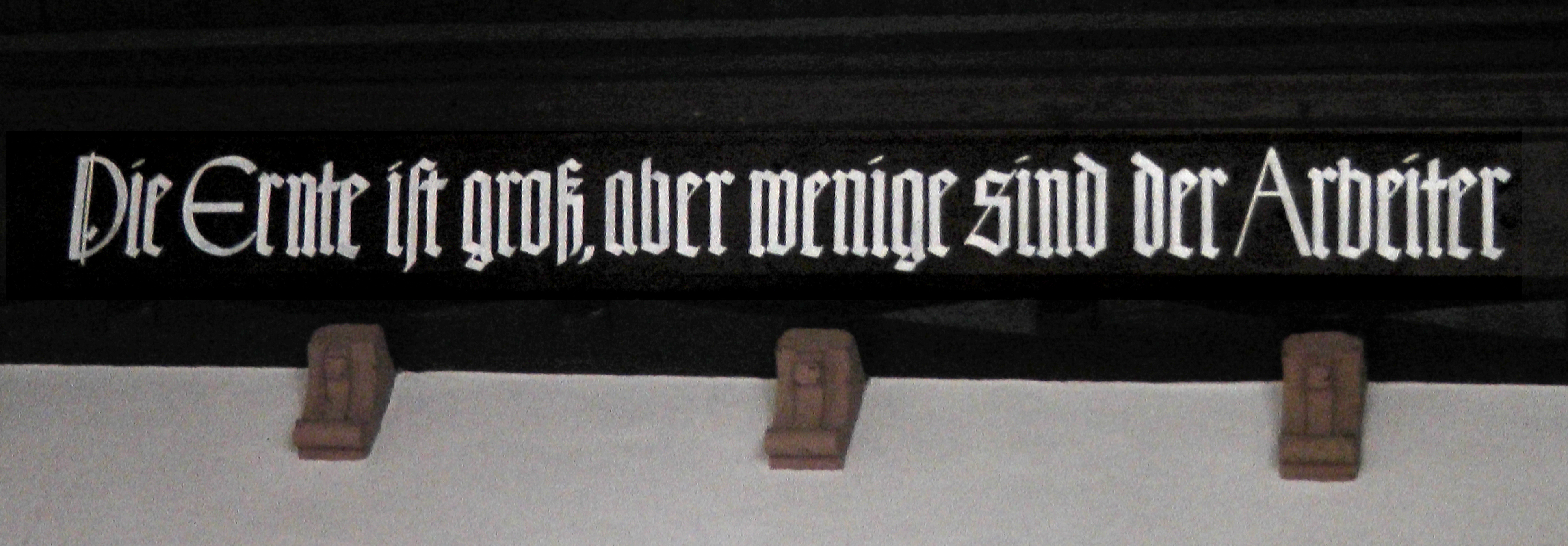
Bibelstellen am Dachstuhl

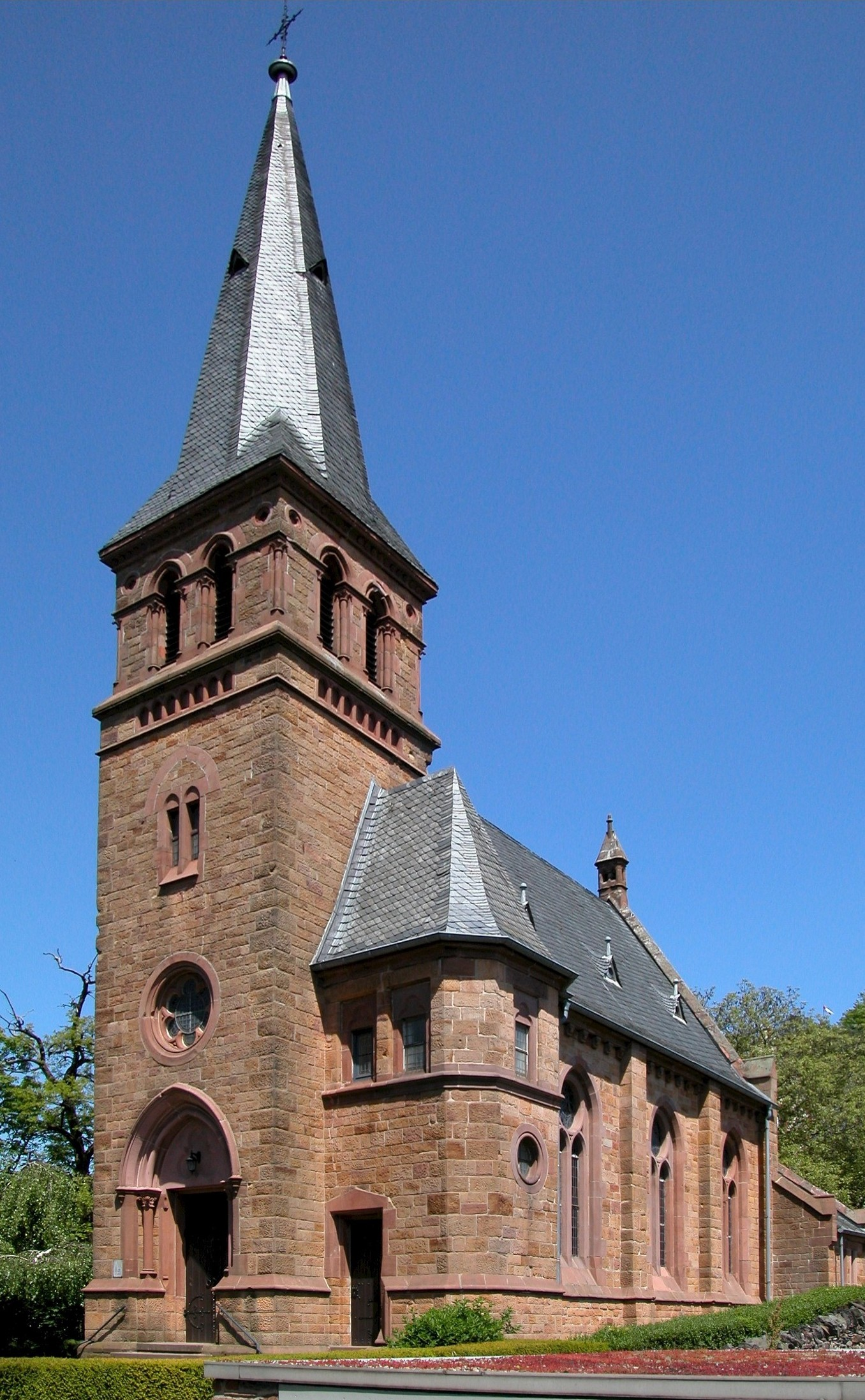
Die Kirche von Südwesten

Das Kirchengebäude, das im Stil des Historismus errichtet wurde, ist aufgrund der Lage auf dem Bergrücken nicht genau geostet. Es ist etwa in Richtung ONO ausgerichtet und gliedert sich von West nach Ost in einen Turm mit Spitzhelm, ein dreiachsiges Langhaus und einen fünfseitigen polygonalen Chor. Der Turm, der der westlichen Schmalseite des Langhauses in der Längsachse vorgebaut ist, wird von einem zweigeschossigen Treppenturm seitlich begleitet. Vervollständigt wird die Anlage durch einen Sakristeianbau an der Südseite des Chors. Als Baumaterial für das aufgehende Mauerwerk wurden gelbrötliche Sandsteinquader verwendet.
Das längsrechteckige Kirchenschiff schließt im Inneren nach oben hin mit einem offenen Dachstuhl ab. Die zwei Querbalken, die Stützbalken und die Verbretterung sind in einem nahezu schwarzen Dunkelbraun gestrichen. Auf den jeweils untersten Brettern der Traufseiten ist jeweils ein Bibelspruch angebracht. Auf der rechten Seite (Nordseite): Die Ernte ist groß, aber wenige sind der Arbeiter. Darum bittet den Herrn der Erde, daß er Arbeiter in seine Ernte sende. Matth. 9 37+38. Auf der linken Seite (Südseite): Ich in der Weinstock, ihr seid die Reben. Wer in mir bleibt und ich in ihm, der bringt viel Frucht, denn ohne mich könnt ihr nichts tun. Joh. 15,6 Der gegenüber dem Langhaus um zwei Stufen erhöhte Chorraum verfügt über ein Rippengewölbe. An der Turmseite befindet sich eine vorschwingende Empore. Diese kann nur von außen über einen separaten Eingang im Treppenturm rechts neben dem Haupteingang erreicht werden.

## Ausstattung
Das Kirchengestühl besteht aus zwei Blöcken von geraden Querbänken, zwischen denen ein Mittelgang vom Eingangsportal im Turm zum Chorraum hinführt. Im Chorraum, der drei Maßwerkfenster besitzt, steht der aus Sandstein gefertigte neuromanische Altartisch, auf diesem ein Kreuz aus Metall. Links vom Altar steht der Taufstein. An der Südseite des Triumphbogens, der Chorraum von Langhaus trennt, befindet sich ein Kanzelkorb. Dieser stand ursprünglich erhöht auf einem Sockel und war nur von der Sakristei aus zu erreichen. Bei der letzten Renovierung wurde der Sockel entfernt und der Kanzelkorb kann nun direkt vom Chor aus erreicht werden. Altar und Kanzelkorb gehören noch zur ursprünglichen Ausstattung.

## Glasfenster
Im Zuge der Renovierung von 1983 wurden neue Fenster eingebaut, die vom Maler und Grafiker Werner Persy aus (Trier) entworfen wurden. Die Fenster im Chorraum haben die christlichen Hauptfeste Weihnachten, Ostern und Pfingsten zum Motiv, während die Rosetten über den Seitenfenstern im Langhaus Darstellungen von möglichem, heute gelebtem christlichen Glauben zeigen. Die Fenster im Chorraum stellen eine Anknüpfung an die spätmittelalterliche Tradition der Biblia pauperum dar.
| Bild                                       | Standort                                               | Bibelstellen | Beschreibung |
| ------------------------------------------ | ------------------------------------------------------ | --- | --- |
| Weihnachtsfenster                          | Linkes Fenster im Chor                                 | Es wird ein Stern aus Jakob aufgehen (4 Mos 24,17 ) Das Wort ward Fleisch und wohnte unter uns (Joh 1,14 )                                                                    | Christus, in der Gestalt des Kindes, kommt als König: gekrönt und mit einem goldenen Reichsapfel gewürdigt. Der Kreuzstab in seiner Hand deutet schon auf seinen Tod hin. Christus kommt in unsere Welt mit ihren modernen Hochhäusern. Das Licht seiner Liebe, das vom Stern Israels ausgeht, will alle Menschen erleuchten. Die Hirten, bei denen das Motiv des guten Hirten – der seine Schafe trägt – schon anklingt, beten als erste den Heiland an.                                                                                 |
| Osterfenster                               | Mittleres Fenster im Chor                              | Gelobt sei Gott, der uns zu einer lebenslangen Hoffnung wiedergeboren hat durch die Auferstehung Jesu Christi. (1 Petr 1,3 ) Die Hüter aber erschraken vor Furcht. (Mt 28,4 ) | Die Osterfreude prägt das Fenster in der Mitte. Wie die aufgehende Sonne strahlt diese Freude aus der Rosette heraus und umhüllt den Auferstandenen. Er trägt noch die Leinentücher. Das dunkle Grab will ihn noch festhalten, aber der Geist umgibt ihn mit neuem Leben. Die Mächte der Welt, angedeutet in den Soldaten, liegen besiegt am Boden. Mögen sie sich abwenden oder gar sich drohend erheben, den lebendigen Christus können sie nicht aufhalten. Die Wundmale bezeugen, dass der Auferstandene der am Kreuz Gestorbene ist. |
| Pfingstfenster                             | Rechtes Fenster im Chor                                | Ich will meinen Geist ausgießen über alles Fleisch (Joel 3,1 ) Wenn wir im Geist leben, dann laßt uns auch im Geist wandeln (Gal 5,25 )                                       | Ausgehend von der Taube in der Rosette erfüllt die Liebe des Geistes das rechte Fenster. Wie feurige Zungen kommt der Geist über die Apostel. Er kommt als Gabe Gottes und setzt Menschen in Bewegung. So zieht im unteren Teil des Fensters eine Pilgerschar, ausgerüstet mit dem Geist, in die Welt, um ein Zeugnis für Gottes Handeln zu geben. |
| Rosette rechts vorne                       | Rosette im Langhaus rechts vorne                       | | Einem hungernden Kind wird Brot ausgeteilt. Der Hunger der Welt wird Christen nicht untätig lassen. |
| Rosette rechts Mitte                       | Rosette im Langhaus rechts Mitte                       | | Vater und Mutter haben ihre Kinder um sich versammelt. Kinderliebe und Schutz für die Kleinen ist Auftrag des Evangeliums, denn alle Menschen dürfen sich von Gott angenommen wissen. |
| Rosette rechts hinten über der Orgelempore | Rosette im Langhaus rechts hinten über der Orgelempore | | Hier ist die Verbrüderung zwischen ehemaligen Feinden dargestellt: Einer vergebe dem Anderen. |
| Rosette links hinten über der Orgelempore  | Rosette im Langhaus links hinten über der Orgelempore  | | Hier wird an die christliche Aufgabe der Krankenpflege erinnert. |
| Rosette links Mitte                        | Rosette im Langhaus links Mitte                        | | Einem Bedürftigen wird ein Mantel umgelegt; ein Hinweis darauf, dass das Opfer eine Tat des Glaubens ist. |
| Rosette links vorne                        | Rosette im Langhaus links vorne                        | | Ein Mann – selbst verwundet – kniet vor den Ruinen der zerstörten Stadt und pflanzt einen Baum. Die Hoffnung auf ein neues Leben wird zu einer Mahnung für den Frieden und zu einem Protest gegen den Krieg. |

## Orgel

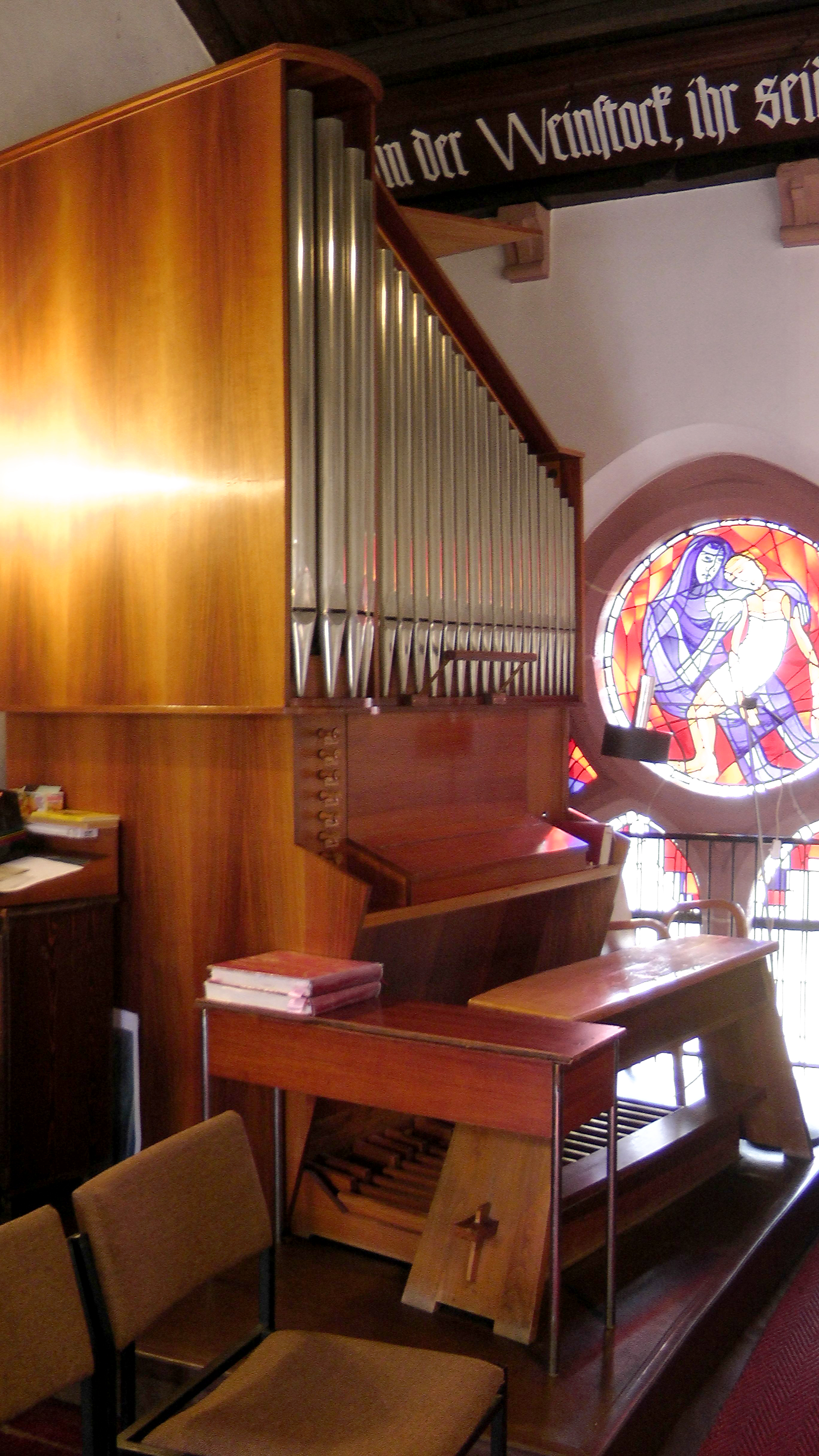
Orgel

Im Plan der Kirche war für die Orgel zwar ein Platz auf der Empore und im Finanzierungsplan des Kirchenbaus eine Position vorgesehen. Das Geld war dafür aber nicht vorhanden, sodass der Gemeindegesang jahrzehntelang durch ein Harmonium unterstützt werden musste. 1929 bot sich die Gelegenheit von der Kirchengemeinde Wipperfürth für 2000 RM deren Orgel zu kaufen. Aus Finanzmangel konnte die Option nicht realisiert werden, da die Kirchengemeinde nicht in der Lage war die Kosten zum Ab- und Aufbau sowie den Transport zu bezahlen.
1964 bot die Landeskirche der Gemeinde an ein Orgelpositiv für 5 Jahre für eine monatliche Gebühr von 30 DM zu leihen. Im folgenden Jahr wurde eine Orgelbaugemeinschaft gegründet. Deren Vorsitzender Willi Hoffmann besuchte viele Orgeln in der Umgebung. Eine Orgel der Firma Hermann Eule Orgelbau Bautzen in Saarlouis überzeugte ihn, sodass diese Firma die neue Orgel bauen sollte. Weil der Sitz dieser Firma in der damaligen DDR lag, mussten die Verträge und die Bezahlung über die zuständige Außenhandelsgesellschaft der DDR abgewickelt werden und auch auf westdeutscher Seite mussten die notwendigen Einfuhrgenehmigungen beantragt werden.
Die am 10. April 1968 eingeweihte einmanualige Orgel aus der Orgelbauwerkstätte Hermann Eule Orgelbau Bautzen ist das Meisterstück des Orgelbaumeisters Eckhard Pietsch und hat eine mechanische Traktur ohne Registrierhilfen. Die Disposition der Orgel lautet:
| Manual C−   |       |
| Holzgedackt | 8′    |
| Prinzipal   | 4′    |
| Rohrflöte   | 4′    |
| Waldflöte   | 2′    |
| Quinte      | 1 ⁄3′ |
| Mixtur III  |       |

| Pedal C− |     |
| Subbass  | 16′ |

- Koppeln: I/P

## Glocken
Bei der Einweihung der Kirche ertönten zwei Glocken aus der Glockengießerei Mabilon in gis und c. Die kleinere Glocke wurde im Ersten Weltkrieg beschlagnahmt, die größere Glocke im Zweiten Weltkrieg. Heute besteht das Geläut aus drei Glocken im Te Deum Motiv in gis1 (580 kg), h1 (430 kg) und cis2 (240 kg), alle aus der Glockengießerei Mabilon in Saarburg. Die Glocken hängen im Obergeschoss des Turms und sind von der Empore über zwei lange und steile Leitern erreichbar.
| Nr. | Bild       | Gussjahr | Gießer, Gussort   | Masse (kg) | Schlagton | Inschrift | weiteres Schicksal                                  |
| 1   |            | 1893     | Mabilon, Saarburg | 537 kg     | gis1      | | Im Ersten Weltkrieg beschlagnahmt und verschollen.  |
| 2   |            | 1893     | Mabilon, Saarburg | 218 kg     | c2        | | Im Zweiten Weltkrieg beschlagnahmt und verschollen. |
| 3   | h-Glocke   | 1925     | Mabilon, Saarburg | 430 kg     | h1        | - Vorderseite: „Mahne an die Vergangenheit! Wache über der Gegenwart! Bereite die Zukunft!“ - Rückseite: „Gegossen und gewiehen im siebten Jahr nach dem Weltkrieg zu Pfingsten 1925 als Flick Pfarrer und Engel, Schacht, Scherf, Schrimpf und Würzner Presbyter der evgl. Gemeinde Saarburg waren.“                        | hängt im Turm                                       |
| 4   | gis-Glocke | 1961     | Mabilon, Saarburg | 580 kg     | gis1      | - Vorderseite: „Verleih uns Frieden gnädiglich, Herrgott zu unsern Zeiten.“ (Luther) „Solches habe ich mit euch geredet, dass ihr in mir Frieden habet. In der Welt habt ihr Angst, aber seid getrost, ich habe die Welt überwunden“ (Joh. 16, 33) - Rückseite: Evgl. Kirchengemeinde Saarburg, Reformationsfest 1961        | hängt im Turm                                       |
| 5   | cis-Glocke | 1993     | Mabilon, Saarburg | 240 kg     | cis2      | - Vorderseite Mitte: „Jahreslosung 1993 zum 100sten Kirchenweihjubiläum: Man muss Gott mehr gehorchen, als den Menschen“. - Rückseite: „Ich bin der Weinstock, ihr seid die Reben. Wer in mir bleibt und ich in ihm, der bring viel Frucht.“ - Rückseite unterer Rand: „Evangelische Kirchengemeinde Saarburg 11. Juli 1993“ | hängt im Turm                                       |

## Pfarrer und Gemeindeleitung
Erster Pfarrverwalter für Saarburg war Wilhelm Figge. Am 27. Juli 1850 wurde er zum Verweser des Pfarrverbandes Merzig-Perl-Wadern-Saarburg ernannt. Dienstsitz war zuerst Saarburg, ab 1851 Merzig. Sein Nachfolger war ab 1880 Friedrich Gotthard Schneider. 1895 wurde Saarburg aus diesem Pfarrverband herausgelöst und bekam eine eigene Pfarrstelle. Aus finanziellen Gründen wurde diese in den ersten Jahren nur mit einem Vikar besetzt.
| Name                      | Amtszeit  | Anmerkung |
| ------------------------- | --------- | --- |
| Rudolf Sander             | 1895–1898 | Pfarrvikar |
| Friedrich Wilhelm Spieker | 1898–1900 | Pfarrvikar |
| Otto Wilhelm Lentze       | 1900–1902 | Erster evangelischer Pfarrer in Saarburg. Tauschte mit seinem Nachfolger die Pfarrstelle. |
| Friedrich Flick           | 1902–1928 | Feierte am 29. Juni 1927 unter großer Anteilnahme der Saarburger Bevölkerung beider Konfessionen sein 25-jähriges Ortsjubiläum in Saarburg |
| Herbert Degen             | 1929–1937 | War in der zehnmonatigen Vakanzzeit vor seiner Wahl als Vertretung und Religionslehrer tätig. Ebenfalls wurde ihm der Konfirmandenunterricht übertragen. Gründete als Pfarrer den Kirchenchor und einen evangelischen Jugendbund. Am Tag vor seiner Hochzeit wurde das Pfarrhaus ausgeraubt.                                                                               |
| Hans Schmidt              | 1938–1945 | Kam schon als Problempfarrer nach Saarburg. Aufgrund seiner allzu großen Nähe zu den nationalsozialistischen Machthabern wurde ihm am 25. Juni 1945 die Ausübung seines Amtes untersagt. Blieb aber bis zu seiner Pensionierung 1950 offiziell Pfarrstelleninhaber. |
| Paul Druschke             | 1946–1957 | Wurde im Juli 1945 mit der Verwaltung der Pfarrstelle beauftragt und war ab 1950 offiziell Pfarrstelleninhaber. Durch Flüchtlinge verdoppelte sich die Zahl der Gemeindemitglieder innerhalb weniger Jahre. Während seiner Amtszeit wurde die im Krieg zerstörte Kirche wieder aufgebaut, das Pfarrhaus renoviert und der Bau der Kirche in Orscholz auf den Weg gebracht. |
| Rudolf Siedow             | 1959–1978 | In seiner Amtszeit wurden das (frühere) Gemeindehaus am Kunoweiher 3 und die Kapelle in Orscholz gebaut und die Gemeinde vom Kirchenkreis Völklingen in den Kirchenkreis Trier umgegliedert. Sie verlor dabei aber gleichzeitig den Teil ihres Gemeindegebiets im Saarland.                                                                                                |
| Heinz Schröter            | 1979–2003 | In seine Amtszeit fielen die Kirchenrenovierung und die Gestaltung einer hellen und bunten Kirche. Ist kurz vor dem Eintritt in den Ruhestand verstorben. |
| Elke Füllmann-Ostertag    | 2004–2011 | Erste Pfarrerin. |
| Peter Winter              | 2012–     | In seine Amtszeit fallen der Aufbau der Kooperation mit der Kirchengemeinde in Konz und der Bau eines neuen Gemeindezentrums an der Adresse Erdenbach 3. |

## Nutzung

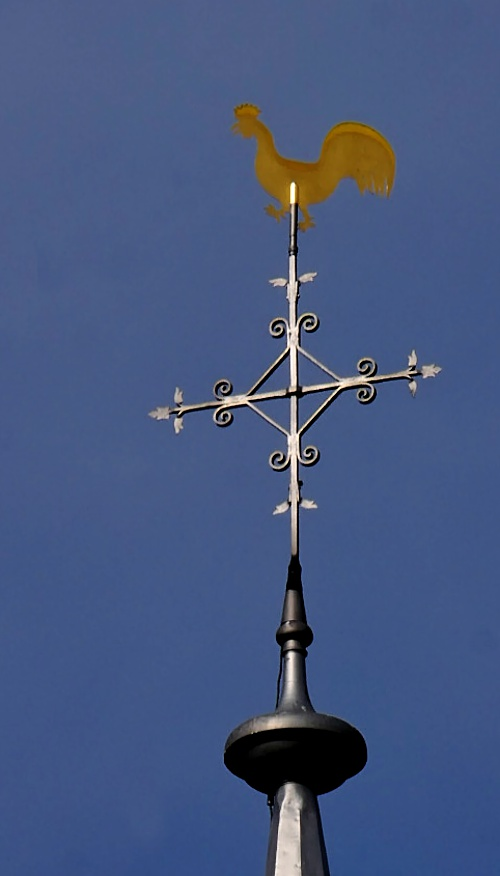
Kirchturmhahn

An nahezu jedem Sonn- und Feiertag wird um 10 Uhr Gottesdienst gefeiert.
Die Kirchengemeinde feiert ihren Gottesdienst nach dem Evangelischen Gottesdienstbuch – Agende für die Union Evangelischer Kirchen in der EKD und für die Vereinigte Evangelisch-Lutherische Kirche Deutschlands und ist Mitglied im Kirchenkreis Trier der unierten Evangelischen Kirche im Rheinland. Etwa monatlich wird in Zusammenarbeit mit der Evangelischen Kirchengemeinde Konz-Karthaus am Sonntagabend ein Gottesdienst in einer alternativen Form unter dem Titel „Gottesdienst anders“ angeboten.
Die Kirche ist täglich von 9 bis 18 Uhr geöffnet und hat das Siegel „Offene Kirche“ der Evangelischen Kirche im Rheinland erhalten. Sie kann individuell oder im Rahmen einer Stadtführung besichtigt werden. Informationen – auch in niederländischer Sprache – und ein Gästebuch liegen aus.